# Adapteva
Adapteva é uma empresa privada de semicondutores, possuindo foco em design de microprocessadores de baixo consumo de energia multicore. A empresa foi fundada em Lexington, Massachusetts, em 2008. Foi a primeira empresa a anunciar um projeto com 1.000 microprocessadores de uso geral em um único chip. O nome da empresa é uma combinação de "Adaptar-se" juntamente à palavra hebraica "Teva" (natureza), sendo um reflexo da tecnologia-chave da mesma e sua filosofia de negócios.

## História
Adapteva foi fundada em março de 2008 por Andreas Olofsson, com o objetivo de trazer um avanço de 10x em eficiência energética de processamento de ponto flutuante para o mercado de dispositivos móveis. Em maio de 2009, Olofsson tinha criado o primeiro protótipo com base em um novo tipo de processador de arquitetura multinuclear em paralelo. O protótipo inicial foi implementado em 65 nanômetros e tinha 16 núcleos de microprocessadores independentes.

## Produtos
A família principal dos produtos da Adapteva designa a arquitetura Epiphany escalável de multinúcleo MIMD. A arquitetura inédita da Adapteva, Epiphany, representa uma nova classe de arquiteturas de computadores paralelas que serão o futuro da computação, e abrangerá uma vasta área de mercados, desde dispositivos compactos até supercomputadores. Para possibilitar a programação paralela, a empresa está adotando um código aberto para fazer a programação e interface de sua arquitetura. A arquitetura Epiphany poderia acomodar chips com até 4.096 processadores RISC fora de ordem, com todos estes compartilhando um único flat de espaço de memória de 32-bits. Cada processador RISC na arquitetura Epiphany é superscalar com 64 x 32-bit de arquivos de registradores unificados (integral ou de single-precision, precisão-única) de microprocessador operando até 1GHz e capaz de 2 GFLOPS (precisão-única). Os processadores RISC da Epiphany utilizam uma arquitetura de microprocessadores (Instruction Set Arquitecture, ISA) otimizadas para precisão-única de ponto-flutuante, mas são programáveis em alto nível ANSI C utilizando uma tool chain, cadeia de ferramentas, padrão GNU-GCC. Cada processador RISC (nas atuais implementações; não fixadas na arquitetura) possui 32KB de memória local. O código (possivelmente duplicado em cada núcleo) e o espaço de empilhamento deveriam ser nesta memória local, em adição a isto (a maioria) os dados temporários deveriam alocados ali para máxima velocidade. Os dados também podem ser usados pela memória local de outros núcleos de processadores com uma desvantagem na velocidade, ou por uma RAM off-chip com uma penalidades muito maior em sua velocidade.
A arquitetura de memória não emprega uma hierarquia explícita de caches de hardware, similar ao processador Sony/Toshiba/IBM Cell, mas com uma adição beneficial de loads e stores de off-chip e de inter-núcleos sendo suportados (o qual simplifica o porte do software para a arquitetura). Esta é uma implementação de hardware de endereços globais de espaço particionada. Isso eliminou a necessidade de um hardware de coerência complexa de cache, o qual colocar um limite prático no número de núcleos em uma tradição de sistemas multinúcleos. O design habilitou o programador a alavancar um conhecimento prévio maior de padrões de acesso à dados independentes, para assim, evitar um alto custo de tempo de execução para esse processamento. Todos os nós de processadores são conectados através de uma conexão via chip, permitindo a passagem eficiente de mensagens.

### Escalabilidade
A arquitetura foi designada para escalar quase indefinidamente, com 4 e-links permitindo múltiplos chips a serem combinados em uma topologia de grade, possibilitando assim, sistemas com milhares de processadores.

### Coprocessadores de multinúcleos
A partir de 19 agosto de 2012, Adapteva postou algumas especificações e informações a respeito dos Coprocessadores Multinucleares Epiphany.
|                 | E16G301 | E64G401 |
| --------------- | ------- | ------- |
| Núcleos         | 16      | 64      |
| Núcleo MHz      | 1000    | 800     |
| Núcleo GFLOPS/s | 2       | 1.6     |
| Soma GHz        | 16      | 51.2    |
| Soma GFLOPS     | 32      | 102     |
| mm²             | 8.96    | 8.2     |
| nm              | 65      | 28      |
| W Def.          | 0.9     | 1.4     |
| W Max           | 2       | 2       |

Em setembro de 2012, uma versão de 16 núcleos, o Epiphany-III (E16G301), foi produzido utilizando 65nm (11,5 mm², 500 MHz chip) e amostras planejadas de 64 núcleos Epiphany-IV (E64G401) foram produzidas utilizando 28nm, o processo GlobalFoundries (800MHz)).
O mercado primário para a arquitetura multinúcleo Epiphany incluiu:
- Aplicações de smartphone com reconhecimento facial em tempo real, reconhecimento de fala, tradução e realidade aumentada.
- Supercomputadores de nova geração, no qual requeriam uma melhora drástica de eficiência energética para permitir sistemas escalares para níveis de computação exaflop.
- Aceleração de ponto-flutuante em sistemas embutidos, baseados nas arquiteturas de Gate Array com programação de campo.

## Projeto Parallella
Em setembro de 2012, Adapteva começou o projeto Parallella no Kickstarter, comercializado como "supercomputador para todos". Foram publicados manuais de referência de arquitetura para a plataforma, como parte da campanha para atrair atenção ao projeto. Foi solicitado US$ 750.000 em financiamento, sendo alcançado em um mês com a contribuição mínima de US$ 99, intitulando os apoiadores a obter um dispositivo. Apesar de o prazo inicial ter sido estabelecido para Maio de 2013, os primeiros computadores de placa-única com 16 núcleos foram finalmente enviados em Dezembro de 2013. O tamanho da placa planejado seria de 85 mm x 53 mm (3,4 in x 2,1 in). A campanha no Kickstarter alcançou US$ 898.921 sendo que o objetivo de US$ 3.000.000 não foi alcançado, impossibilitando uma produção em massa da versão de 64 núcleos de Parallella. Os contribuintes que doaram mais de US$ 750 ganharam uma variante do "parallella-64" com um coprocessador de 64 núcleos (este feito a partir do protótipo inicial manufaturado com 50 chips yield por wafer).
O Projeto Parallella é um projeto conduzido pela comunidade, dedicado à promoção e ao progresso do processamento paralelo e ao uso da arquitetura Epiphany. O objetivo do projeto é democratizar o acesso à computação paralela, fornecendo uma plataforma de hardware acessível e ferramentas de código liberado, apoiando a aprendizagem e o desenvolvimento de software que seja capaz de aproveitar o poder dos sistemas paralelos. O quadro da Parallella é uma plataforma livre para explorar, criar protótipos e contribuir com uma biblioteca de código aberto de experiência, informações e exemplos de código para o benefício da comunidade.
|                                        | Parallella-16 Micro Servidor                                                         | Parallella-16 Computador Desktop                                                     | Parallella-16 Plataforma Embutida                                                    |
| -------------------------------------- | ------------------------------------------------------------------------------------ | ------------------------------------------------------------------------------------ | ------------------------------------------------------------------------------------ |
| Uso                                    | Ethernet conectada a um servidor headless, sem-cabeça                                | Um computador pessoal                                                                | Sistemas de vanguarda embutidos                                                      |
| Processador                            | Dual-core 32-bit ARM Cortex-A9 com NEON a 1 GHz (parte do Zynq Z7010 chip de Xilinx) | Dual-core 32-bit ARM Cortex-A9 com NEON a 1 GHz (parte do Zynq Z7010 chip de Xilinx) | Dual-core 32-bit ARM Cortex-A9 com NEON a 1 GHz (parte do Zynq Z7020 chip de Xilinx) |
| Coprocessador                          | 16-core Epiphany III acelerador multi-core (E16)                                     | 16-core Epiphany III acelerador multi-core (E16)                                     | 16-core Epiphany III acelerador multi-core (E16)                                     |
| Memória                                | 1 GB DDR3L RAM                                                                       | 1 GB DDR3L RAM                                                                       | 1 GB DDR3L RAM                                                                       |
| Ethernet                               | 10/100/1000                                                                          | 10/100/1000                                                                          | 10/100/1000                                                                          |
| USB                                    | N/A                                                                                  | 2× USB 2.0 (USB 2.0 HS and USB OTG)                                                  | 2× USB 2.0 (USB 2.0 HS and USB OTG)                                                  |
| Display                                | N/A                                                                                  | HDMI                                                                                 | HDMI                                                                                 |
| Armazenamento                          | 16 GB microSD                                                                        | 16 GB microSD                                                                        | 16 GB microSD                                                                        |
| Expansão                               | N/A                                                                                  | 2 eLinks + 24 GPIO                                                                   | 2 eLinks + 24 GPIO                                                                   |
| FGPA                                   | 28K células de programação lógica 80 porções de DSP programáveis                     | 28K células de programação lógica 80 porções de DSP programáveis                     | 80K células de programação lógica 220 porções de DSP programáveis                    |
| Peso                                   | 36 g (1.3 oz)                                                                        | 38 g (1.3 oz)                                                                        | 38 g (1.3 oz)                                                                        |
| Tamanho                                | 3.5 in × 2.1 in × 0.625 in (88.9 mm × 53.3 mm × 15.9 mm)                             | 3.5 in × 2.1 in × 0.625 in (88.9 mm × 53.3 mm × 15.9 mm)                             | 3.5 in × 2.1 in × 0.625 in (88.9 mm × 53.3 mm × 15.9 mm)                             |
| Unidade de Manutenção de Estoque (SKU) | P1600-DK-xx                                                                          | P1601-DK-xx                                                                          | P1602-DK-xx                                                                          |
| HTS Code                               | 8471.41.0150                                                                         | 8471.41.0150                                                                         | 8471.41.0150                                                                         |
| Fonte                                  | via USB (2.5 W) ou 5 V DC (≈5 W)                                                     | via USB (2.5 W) ou 5 V DC (≈5 W)                                                     | via USB (2.5 W) ou 5 V DC (≈5 W)                                                     |

O Projeto Parallella lançou os primeiros dispositivos do mundo de:
- Microprocessador de 64 bits com 1024 núcleos
- Bilhões de chips transistores gravados em 24-hrs
- 50 GFLOPS/Watt processador de ponto flutuante
- 100 GFLOPS/Watt processador de ponto flutuante
- Chip Kickstarter financiado pelo público

Além dos Produtos: 
- Chip processador de 16nm com 1024 núcleos
- Chip processador de 64 núcleos de 28nm
- Chip processador de 16 núcleos de 65nm
- Computador Parallella 18-core de US$99
- Computador Parallella de 66 núcleos de US$750
- A1 Super Cluster de 2.112 núcleos[15]

### Epiphany V
Em 2016, a empresa teria tido como resultado uma variante de 64-bit de 1024 núcleos de sua arquitetura Epiphany, que possuía armazenamentos locais maiores (64 KB), 64-bit de endereçamento, aritmética de FLOAT64, ponto de flutuação de precisão dupla, ou SIMD, precisão-única, e instruções de 64-bit íntegras, implementadas em um nó de processamento de 16nm. Esse design incluiu melhorias no conjunto de instruções com a função de deep-learning e aplicações de criptografia. Em julho de 2017, o fundador da Adapteva se tornou um gerente de programas MTO (Microsystems Technology Office, Escritório de Tecnologia de Microssistemas) na DARPA (Defense Advanced Research Projects Agency, Agência de Projetos de Pesquisa Avançada de Defesa) e anunciou que seria "improvável" o Epiphany V se disponibilizar como um produto comercial.
Considera-se a última atualização de status da Adapteva, na qual o ex-chefe executivo Andreas Olofsson deixa suas considerações finais acerca da empresa. Em seu relato são informados pontos cruciais que o levaram à desistência de seu cargo, como falhas na tentativa de conseguir investidores ou clientes suficientemente grandes para atingir a massa crítica, e competir com empresas como Nvidia e Intel. Porém, ainda acreditava que a Epiphany era uma tecnologia que se sobressaía às outras em algumas aplicações importantes.